# Walkin' Blues
Walkin' Blues è una canzone blues di Son House, reinterpretata da Robert Johnson.

## Il brano
Questo brano di Johnson nasce come sua personale reinterpretazione di un celebre brano omonimo del bluesman contemporaneo Son House.

## Cover
Una celebre cover della canzone, è quella del bluesman Muddy Waters, inserita nel singolo Rollin' Stone/Walkin' Blues.